# Abrostola parvula
Abrostola parvula là một loài bướm đêm trong họ Noctuidae.